# Konrad Daniel Schumacher
Konrad Arnold Friedrich Daniel Schumacher (* 24. Oktober 1736 in Hameln; † 28. Januar 1806 in Bockenem) war ein deutscher lutherischer Theologe, Konsistorialrat und Generalsuperintendent der Generaldiözese Bockenem.

## Leben
Konrad Daniel Schumacher war ein Sohn des Pastors Ludwig Schumacher. Er besuchte das Gymnasium in Lemgo und studierte ab 1757 klassische Philologie, Theologie und Kirchengeschichte an der Universität Göttingen. Nach Beendigung seiner Studien trat er zunächst eine Stelle als Hauslehrer in der Familie des Rats Pufendorf an. Später kam er zu dem Geheimen Rat von Münchhausen in Moringen. 1766 wurde er zum Pastor in Jühnde berufen, 1771 in Berka. Schon im folgenden Jahr sollte er als Adjunkt dem kränklichen Generalsuperintendenten Friedrich Daniel Lamprecht beigegeben werden. Als dieser im Mai des Jahres starb, wurde Schumacher selbst zum ersten Pastor und Generalsuperintendenten in Bockenem ernannt. Am 9. September 1772 wurde er durch den Alfelder Generalsuperintendenten Friedrich Andreas Crome in sein Amt eingeführt. Wenig später wurde er durch den Fürstbischof als Konsistorialrat in das Konsistorium in Hildesheim berufen.
Schumacher gab 1792 gemeinsam mit dem Alfelder Generalsuperintendenten Illing das Neue Gesangbuch für die Evangelischen Einwohner des Fürstentums Hildesheim heraus. Nach seinem Tod 1806 wurde die Generaldiözese aufgelöst und mit der Generaldiözese Alfeld zur Generaldiözese Hildesheim vereinigt.